# WWWF United States Heavyweight Championship
Le WWWF United States Heavyweight Championship (que l'on peut traduire par championnat poids lourd des États-Unis de la WWWF) est un championnat de catch (lutte professionnelle) utilisée par la World Wide Wrestling Federation (WWWF) du 6 avril 1963 à mars 1976.
Il est créé le 6 avril 1963 quand on remet la ceinture de champion à Bobo Brazil.

## Historique des règnes
| #  | Catcheur      | Règnes | Date              | Lieu            | Notes | Réf   |
| -- | ------------- | ------ | ----------------- | --------------- | --- | ----- |
| 1  | Bobo Brazil   | 1      | 6 avril 1963      | Californie      | Bobo Brazil est reconnu comme le premier WWWF United States Champion.                                                                                         | [ 1 ] |
| 2  | Johnny Barend | 1      | 8 juin 1963       | Philadelphie    | | [ 1 ] |
| 3  | Bobo Brazil   | 2      | 9 juillet 1963    | Philadelphie    | | [ 1 ] |
| 4  | Johnny Barend | 2      | 11 septembre 1963 | Baltimore       | | [ 1 ] |
| 5  | Bobo Brazil   | 3      | 22 octobre 1963   | Newton Square   | | [ 1 ] |
| 6  | Ray Stevens   | 1      | 18 juin 1967      |                 | | [ 1 ] |
| 7  | Bobo Brazil   | 4      | 24 août 1967      | Trenton         | |       |
| 8  | The Sheik     | 1      | 22 septembre 1967 | Détroit         | |       |
| 9  | Bobo Brazil   | 5      | 24 novembre 1968  |                 | |       |
| 10 | The Sheik     | 2      | 20 janvier 1969   | Boston          | |       |
| 11 | Bobo Brazil   | 6      | 10 février 1969   | Washington D.C. | |       |
| -  | Vacant        | _      | 29 décembre 1970  |                 | |       |
| 12 | Pedro Morales | 1      | 7 février 1971    | Los Angeles     | Pedro Morales bat Freddie Blassie en finale du tournoi pour le titre.                                                                                         |       |
| -  | Vacant        | _      | 8 février 1971    |                 | Pedro Morales laisse le WWWF United States Championship vacant après avoir remporté le WWWF World Heavyweight Championship.                                   |       |
| 13 | Bobo Brazil   | 7      | 19 février 1971   | Harrisburg      | Il est récompensé par la WWWF en récupérant le WWWF World Heavyweight Championship. Il est le dernier champion après que la WWF a abandonné le titre en 1976. |       |